# Érick Zonca
Érick Zonca (Orléans, 10 de setembre de 1956) és un director de cinema i guionista francès.

## Biografia
Els seus pares eren d'origen italià que vivien a Orleans, on el seu pare era empresari de la BTP. Després d'uns estudis de filosofia que no va acabar mai, va marxar a viure a Nova York on va fer feines ocasionals, després va tornar a França als trenta anys, sense feina ni titulació. Després va aconseguir fer pràctiques per a una pel·lícula institucional i després va treballar com a ajudant de direcció en els programes d'Arthur. Va dirigir el seu primer curtmetratge l'any 1992 abans de conèixer, per la seva primera pel·lícula La Vie rêvée des anges, un èxit immediat premiat pel César a la millor pel·lícula a la 24a cerimònia dels Premis César el 1999.
A continuació, Érick Zonca va rodar Le Petit Voleur, una ficció produïda per Arte que també es va estrenar als cinemes. Després va esperar gairebé deu anys abans de dirigir un nou llargmetratge per al cinema, treballant mentrestant per a la publicitat (en particular McDonald's i Coca-Cola). El seu contracte exclusiu amb l'agència de publicitat Première Heure li dóna els mitjans per continuar escrivint per al cinema. Va escriure el guió de Julia mentre ell mateix patia una dependència de l’alcohol. Aquesta nova pel·lícula, però, va ser un fracàs comercial, que va portar a Érick Zonca a tornar a la publicitat durant alguns anys. El 2014, va filmar per a Canal + el telefilm Soldat blanc, dedicat a la Guerra d'Indoxina, que el 2015 va guanyar un Premi Emmy Internacional.
Fleuve noir, protagonitzada per Vincent Cassel, Romain Duris, Sandrine Kiberlain, Élodie Bouchez i Hafsia Herzi va sortir el juliol de 2018.

## Filmografia

### Director

#### Cinema
Llargmetratges
- 1998 : La Vie rêvée des anges
- 1999 : Le Petit Voleur
- 2008 : Julia
- 2018 : Fleuve noir

Curtmetratges
- 1993 : Rives
- 1994 : Éternelles
- 1997 : Seule
- 2015 : Lorsque l'amour sera mort

#### Televisió
- 2014 : Soldat blanc (telefilm)

### Guionista
- 1997 : Seule (curtmetratge)
- 1998 : La Vie rêvée des anges
- 1999 : Le Petit Voleur
- 2000 : Le Secret

## Distincions i nominacions
- 1996: Premi “Ajuda a la Creació” de la Fundació Gan per al Cinema
- 1998: En competició al 51è Festival Internacional de Cinema de Canes per La Vie rêvée des anges
- 1999 : Lumière a la millor pel·lícula per La Vie rêvée des anges
- 1999 : César a la millor pel·lícula per La Vie rêvée des anges
- 1999 : Nominció al César al millor director per La Vie rêvée des anges
- 1999 : Nominació al César al millor guió original o adaptació per La Vie rêvée des anges
- 1999 : Nominació al César a la millor primera pel·lícula per La Vie rêvée des anges
- 1999 : Cavaller de l'Orde de les Arts i les Lletres[7]
- 1999 : Fipa d'Or al Fipa de Biarritz per Le Petit Voleur
- 2008 : En competició al 58è Festival Internacional de Cinema de Berlín per Julia
- 2015 : Premi Emmy International a la millor pel·lícula de televisió o millor minisèrie per Soldat blanc